# Svetlana Tomić
Svetlana Tomić (Beograd, 1970) srpska je književna teoretičarka, istoričarka i kritičarka; pesnikinja; vanredna profesorka Fakulteta za strane jezike Alfa BK Univerziteta u Beogradu.

## Biografija
Diplomirala je (1994) i magistrirala (2003) na Filološkom fakultetu Univerziteta u Beogradu. Doktorirala  je na Filozofskom fakultetu Univerziteta u Novom Sadu (2012). Dugogodišnja saradnica časopisa za svetsku književnost World Literature Today (Oklahoma University) i naučnog časopisa posvećenog srbistici Serbian Studies (Indiana Univeristy).
Glavna i odgovorna urednica Reči, naučnog časopisa za jezik, književnosti i kulturu (M52) koji izdaje Alfa BK Univerzitet. Sa književnicom Ljubicom Arsić pokrenula je ediciju Savremenice (Laguna). U kouredništvu sa Anom Novakov (Saint Mary’s College of California, SAD), priredila je specijalni temat Serbian Women and the Public Sphere: 1850-1950, Serbian Studies 2011 (publikovano 2013) . Inicirala je reprint izdanje Srpkinje povodom 100 godina od pojave tog prvog albuma slavnih žena u srpskoj kulturi.
Bila je saradnica redakcije za  kulturu Politike (2005-2009), Sarajevskih svezaka (2005-2016) i projekta HRT-a Pojmovnik postjugoslavenske književnosti (2013-2016).
Objavila je dve knjige poezije. Za rukopis prve knjige Tuneli u naručju dobila je nagradu Pegaz, Književne omladine Srbije. Kritike, polemike, pesme i priče objavljene su u Srbiji, Hrvatskoj, Bosni i Hercegovini, Mađarskoj, SAD.
Članica je dva udruženja:  The North American Society for Serbian Studies (NASSS); The Association for Women in Slavic Studies (AWSS).

## Bibliografija (izbor)[5][6]

### Naučne monografije
2009. A New Understanding of Laza K. Lazarević’s Story To Matins with Father for the First Time and One Hundred Years of the Interpretative Norm [translated by Kosara Gavrilović, Višeslav Simić and Snežana Bogdanović], Serbian Studies 2009 [date of publication 2013], 23/2,  pp. 181–318, ISSN 0742-3330
2014.  Realizam i stvarnost: nova tumačenja proze srpskog realizma iz rodne perspektive  (Beograd: Alfa univerzitet, Fakultet za strane jezike),  978-86-83237-96-8
2016. Doprinosi nepoznate elite: Mogućnosti sasvim drugačije budućnosti (Beograd: Univerzitet Alfa BK, Fakultet za strane jezike)  978-86-6461-011-7
2018. Slavne i ignorisane: Ka kritičkoj kulturi pamćenja (Beograd: Univerzitet Alfa BK, Fakultet za strane jezike)  978-86-6461-029-2
2019. Maga Magazinović: Sećanja,činjenice, interpretacije (Beograd: Univerzitet Alfa BK, Fakultet za strane jezike)   978-86-6461-036-0
2022. The Hidden History of New Women in Serbian Culture: Toward a New History of Literature (Lexington Books)  978-1-7936-3198-5 • Hardback 978-1-7936-3199-2 • eBook

### Priređeni zbornici naučnih radova
2013. Valorizacija razlika. Zbornik radova sa naučnog skupa o Dragi Gavrilović (1854-1917), uredila  Svetlana Tomić (Beograd, Altera: Multinacionalni fond kulture),  978-86-60007-125-7 неважећи 
2018.  Zbornik naučnih radova sa konferencije o književnim delima Maje Herman Sekulić (kouredništvo sa prof.dr Maja Ćuk) (Beograd: Fakultet za strane jezike),  978-86-6461-028-5
2020. ЈЕЗИК, КЊИЖЕВНОСТ И ИГРА: Зборник радова са Осме међународне конференције Факултета за стране језике одржане 24. и 25. маја 2019. LANGUAGE, LITERATURE, PLAY AND GAMES Proceedings from the Eighth International Conference at the Faculty of Foreign Languages, 24–25 May 2019, ur. SvetlanaTomić, Artea Panajotović i Aleksandar Prnjat (Beograd: Fakultet za strane jezike),   978-86-6461-038-4

### Priređene knjige pisaca iz prošlosti  sa pogovorima
2014. Milka Aleksić Grgurova Atentatorka Ilka i druge priče, uredila Svetlana Tomić (Beograd: Službeni glasnik),  978-86-519-1755-7; COBISS.SR-ID 212068620
2015. Dragutin Ilić Roman kraljice Natalije, uredila Svetlana Tomić (Beograd: Službeni glasnik, 2015), ISBN   978-86-519-1919-3 COBISS.SR-ID 216685324, drugo uzdanje  2016.
2015. Kraljica Natalija Obrenović Ruža i trnje: uspomene, aforizmi i priče, pisma, uredile Ljubinka Trgovčević, Svetlana Tomić and Ivana Hadži Popović (Beograd: Laguna),  978-86-521-1980-6; COBISS.SR-ID 217369612 ; drugo izdanje 2015, treće izdanje 2018.
2017. Milutin A. Popović Zatvorenice: Album ženskog odeljenja Požarevačkog kaznenog zavoda (1898), priredila Svetlana Tomić (Beograd: Laguna),  978-86-521-2798-6

### Knjige pesama
2002.  Tuneli u naručju (Beograd: Pegaz, Književna omladina Srbije)
2008. Megafoni tišine (Niš: Niški kulturni centar)

## Recepcija
Dubravka Bogutovac, “Special Issue on Laza Lazarević: On the Patriarchal Idyll of Literaary Historiography“, Serbian Studies. 2: 203—207. 2012. Недостаје или је празан параметар |title= (помоћ) 21/1- .
Žarka Svirčev, „Prvi put s majkom na jutrenje“, Letopis Matice srpske, decembar 2013, knjiga 492, sveska 6, 920-922. http://www.maticasrpska.org.rs/letopis/letopis_492_decembar/Zarka%20Svircev.pdf
Jasmina Lukić, “Svetlana Tomić – Realizam i stvarnost“, Slavic Review. 1: 184—185. 75 2016. Проверите вредност парамет(а)ра за датум: |date= (помоћ); Недостаје или је празан параметар |title= (помоћ).
Marina Blagojević Hugson, “Svetlana Tomić – Realizam i stvarnost“, Aspasia 20 (2016).
Iskra Iveljić, “Svetlana Tomić –Doprinosi nepoznate elite“, Slavic Review. 2: 509—510. 77 2018. Проверите вредност парамет(а)ра за датум: |date= (помоћ); Недостаје или је празан параметар |title= (помоћ).
Vesna Nikolić Ristanović,. „Zatvorenice - knjiga spasena od zaborava”. Temida. 3: 429—435. 2018.. http://www.vds.rs/File/Temida1803.pdf
Zorana Antonijević, “Milutin A. Popović, Zatvorenice, album ženskog odeljenja Požarevačkogkaznenog zavoda sa statistikom (1898) (Prisoners, the album of the women’s section of Požarevac penitentiary with statistics, 1898), Aspasia. . 14 (1). 2020: 190—192. Недостаје или је празан параметар |title= (помоћ).
Jelena Z. Stefanović „Pobuna u ime budućnosti: zaboravljeni kulturni kapital - Doprinosi nepoznate elite“, Reči (2018): 188-194
Svetozar Rapajić, „Nepoznat Magin Pogovor“, Politika, 22.02.2020, str.4.
Milena Dragićević Šešić, „Slava i moć zabravljanja-nevidljivost žena u srpskoj kulturi –Svetlana Tomić- Slavne i ignorisane“, Reči (2020): 199-207.
Gordana Đerić, “Svetlana Tomić- Slavne i ignorisane“, Slavic Review. 4: 1064—1066. 78 2019. Проверите вредност парамет(а)ра за датум: |date= (помоћ); Недостаје или је празан параметар |title= (помоћ).
Gordana Đerić, „Društvena anomalija: Svetlana Tomić- Slavne i ignorisane “ Sociologija. 4: 620—623. 2020. Недостаје или је празан параметар |title= (помоћ)  http://www.sociologija.org/admin/published/2020_62/4/702.pdf
Dragana Popović,. „Uklanjanje zaborava: MagaMagazinović- filozofija igre”. Genero. 24: 243—246. 2020. https://generojournal.org/download/genero-24-2020-pp-243-246.pdf
Intervjui:
Vreme (15.20.2015) https://www.vreme.com/cms/view.php?id=1334749&print=yes
Nivo 23 (mart 2017): https://www.youtube.com/watch?v=z7aCQsRaVYE
Novi Magazin (10.07.2017) https://novimagazin.rs/zivot-i-ljudi/152552-intervju-svetlana-tomic-zene-uspesne-a-gurnute-na-marginu
Danas (19.12.2017) https://www.danas.rs/drustvo/rodna-ravnopravnost/deca-uce-iskrivljenu-sliku-o-proslosti/
VICE (19.03.2018) https://www.vice.com/sr/article/7x7wa4/sta-nam-price-zatvorenica-iz-19-veka-govore-o-polozaju-zena-u-srbiji
Vreme (19.12.2019) https://www.vreme.com/cms/view.php?id=1741629
Danas (31.12.2020) https://www.danas.rs/drustvo/kako-su-se-jos-od-starog-veka-razvijale-imenice-za-zanimanja-i-titule-zena/

## Spoljašnje veze
- naučni članci na srpskom i engleskom dostupni u celini

- Realizam i stvarnost: nova tumačenja proze srpskog realizma iz rodne perspektive https://www.academia.edu/7800874/Realizam_i_stvarnost_nova_tuma%C4%8Denja_proze_srpskog_realizma_iz_rodne_perspektive_www_fsj_edu_rs_fajlovi_Svetlana3_print_pdf
- The North American Society for Serbian Studies https://www.serbianstudies.org/ 
-Serbian Studies https://slavica.indiana.edu/journalListings/serbian
https://www.serbianstudies.org/publication-info
-The Association for Women in Slavic Studies (AWSS) https://awsshome.org/
-World Literature Today https://www.ou.edu/wlt/wlt-magazine https://www.worldliteraturetoday.org/
- Reči, naučni časopis  za jezik, književnosti i kulturu (Alfa BK Univerzitet) http://fsj.alfa.edu.rs/Fakultet-za-strane-jezike/Izdavashtvo/CHasopis-Rechi https://www.reci.rs/index.php/Reci
-Savremenice (Laguna) https://www.laguna.rs/e183_edicija_savremenice_laguna.html
-Sarajevske sveske https://sveske.ba/
- Pojmovnik postjugoslavenske književnosti https://radio.hrt.hr/arhiva/pojmovnik-postjugoslavenske-knjizevnosti/721/